# (2357) Fereclo
(2357) Fereclo es un asteroide perteneciente a los asteroides troyanos de Júpiter descubierto por Edward L. G. Bowell desde la Estación Anderson Mesa, en Flagstaff, Estados Unidos, el 1 de enero de 1981.

## Designación y nombre
Fereclo recibió inicialmente la designación de 1981 AC.
Posteriormente, en 1981, se nombró por Fereclo, un personaje de la mitología griega.

## Características orbitales
Fereclo está situado a una distancia media del Sol de 5,209 ua, pudiendo acercarse hasta 4,98 ua y alejarse hasta 5,438 ua. Tiene una excentricidad de 0,04399 y una inclinación orbital de 2,669 grados. Emplea en completar una órbita alrededor del Sol 4342 días.

## Características físicas
La magnitud absoluta de Fereclo es 8,94. Tiene un diámetro de 94,9 km y un periodo de rotación de 14,39 horas. Su albedo se estima en 0,0521. Phereclos está clasificado en el tipo espectral D de la clasificación Tholen.